# Metridia ferrarii
Metridia ferrarii is een eenoogkreeftjessoort uit de familie van de Metridinidae. De wetenschappelijke naam van de soort is voor het eerst geldig gepubliceerd in 2001 door Markhaseva.